# Ctenognophos culoti
Ctenognophos culoti là một loài bướm đêm trong họ Geometridae.